# Glencoe (Nuovo Messico)
Glencoe è una comunità non incorporata della contea di Lincoln nel Nuovo Messico, negli Stati Uniti. Il suo codice postale è 88324.
La comunità si trova sul Rio Ruidoso e sulla U.S. Route 70, tra Ruidoso Downs e San Patricio. È situata appena ad est della foresta nazionale di Lincoln. Contiene una posizione del State Register of Cultural Properties, la St. Anne's Chapel. La sua economia è storicamente basata sull'agricoltura, e i suoi abitanti hanno storicamente partecipato a balli di ranch, rodei e partite di baseball. L'area fu colonizzata negli anni 1880 e, a partire dal censimento del 2010, aveva una popolazione di 210 abitanti. L'area ora ha una distilleria e un museo e un negozio di articoli da regalo a Fox Cave.

## Storia
La comunità prende il nome dalla parola glen, termine scozzese per indicare una valle e la famiglia Coe, compresi i fuorilegge George Coe e Frank Coe. La famiglia Coe iniziò a stabilirsi nell'area intorno al 1880, dopo essersi trasferita a sud da Las Vegas, Nevada, e a lavorare sul Santa Fe Trail per tutti gli anni 1870. Dopo che la guerra della contea di Lincoln terminò nel 1881, i membri della famiglia lasciarono temporaneamente l'area in quanto la parte che possedevano l'avevano persa, anche se sarebbero tornati a stabilirsi prontamente. Costruirono una scuola e un ufficio postale nel 1882, nominando ufficialmente la città. Altre famiglie iniziali erano i Bonnell e i Sanchez.
Nel 1929, il reverendo Frederick Bingham Howden iniziò a raccogliere denaro dai servizi per costruire una chiesa permanente, la St. Anne's Chapel, di cui un costruttore locale iniziò la costruzione nel 1933. La cappella prese il nome dalla madre della moglie di Frank Coe e la sua architettura è attribuita a John Gaw Meem, anche un caro amico personale del reverendo Howden.
La grande depressione colpì l'area negli anni 1930, interessando la comunità agricola.
Dopo che il Ruidoso Downs Race Track fu costruito nel 1952, le famiglie dell'area smisero di concentrarsi sull'agricoltura per lavorare sull'ippodromo, sebbene molti continuassero ad occuparsi delle mucche.
La prima senatrice statale del Nuovo Messico, Louise Holland Coe, si sposò con l'omonima famiglia Coe. Holland Coe e suo marito Wilbur potrebbero essersi trasferiti a Glencoe dopo il suo ritiro dalla politica. Dopo la sua morte nel 1985 a Roswell, i suoi resti furono cremati e sepolti nel cimitero privato della sua famiglia a Glencoe.
Nel 2002, la St. Anne's Chapel è stata aggiunta al State Register of Cultural Properties.